# Имер, Элиас
Элиас Имер (швед. Elias Ymer, род. 10 апреля 1996 года в Скаре) — шведский теннисист эфиопского происхождения. Старший брат теннисиста Микаэля Имера.

## Карьера
Высшим рейтингом была 105-я позиция в одиночном разряде, достигнутая в июне 2018 года.
2015
В 2015 году квалифицировался в каждый турнир Большого Шлема.
На турнире в Барселоне Имер победил Тимо де Баккера и Ник Кирьоса, добравшись таким образом до третьего раунда, где проиграл Давиду Ферреру.
Имер выиграл свой первый турнир категории Челленджер в 2015 году в Читта-ди-Кальтаниссетта, одержав победу над американцем Бьорном Фратанджело в двух сетах.
2018
В ноябре 2018 года выиграл два турнира серии челленджер в Pune (Индия) и Муийрон-ле-Каптиф (Франция), обыграв в финале индийца Пражднежа Гуннерсварана в двух сетах и немца Янника Мадена также в двух сетах соответственно.
2019
После победы на челленджере в Pune (Индия) взял перерыв до конца января, выйдя на корты французского челленджера в помещении в Ренне. Обыграв француза Ребуля (6:1, 6:1) и бельгийца Янника Мертенса (6:3, 6:4), Имер уступил в четвертьфинале теннисисту из Литвы Ричарду Беранкису (4:6, 4:6). Далее следовало неудачное выступление со свою сборную Швеции на Кубке Дэвиса, где Имер проиграл оба своих матча колумбийским теннисистам Сантьяго Хиральдо (2:6, 4:6) и Алехандро Гонсалесу (3:6, 3:6).

## Финалы

### Парный разряд: 1 (1 титул)
| Легенда                           |
| --------------------------------- |
| Турнир Большого Шлема (0-0)       |
| Финал мирового тура ATP (0-0)     |
| ATP World Tour Masters 1000 (0–0) |
| Мировой Тур АТП 500 (0-0)         |
| Мировой Тур АТП 250 (1-0)         |

| Финал по поверхности |
| -------------------- |
| Хард (1-0)           |
| Грунт (0-0)          |
| Трава (0-0)          |

| Результат | Победа-Поражение | Дата         | Турнир            | Уровень   | Покрытие | Партнер      | Противники             | Результат |
| --------- | ---------------- | ------------ | ----------------- | --------- | -------- | ------------ | ---------------------- | --------- |
| Победа    | 1-0              | октябрь 2016 | Стокгольм, Швеция | Серия 250 | Хард     | Микаэль Имер | Мате Павич Майкл Винус | 6-1, 6-1  |

## ЧелленджерыиФьючерсы

### Одиночный разряд: 10 (9-1)
| Челленджеры (4-0) |
| Фьючерсы (5-1)    |

| Результат | Победа-Поражение | Дата          | Турнир                      | Уровень    | Покрытие     | Соперник                | Счёт               |
| --------- | ---------------- | ------------- | --------------------------- | ---------- | ------------ | ----------------------- | ------------------ |
| Поражение | 0-1              | Сентябрь 2013 | Фалун, Швеция               | Фьючерс    | Хард         | Адриен Боссель          | 2-6, 6-4, 1-6      |
| Победа    | 1-1              | Апрель 2014   | Шарм-эш-Шейх, Египет        | Фьючерс    | Грунт        | Марко Теравац           | 6-2, 6-3           |
| Победа    | 2-1              | Апрель 2014   | Шарм-эш-Шейх, Египет        | Фьючерс    | Грунт        | Глеб Сахаров            | 7-5, 6-4           |
| Победа    | 3-1              | Май 2014      | Бастад, Швеция              | Фьючерс    | Грунт        | Патрик Розенхольм       | 6-3, 4-6, 7-6(8-6) |
| Победа    | 4-1              | Июнь 2014     | Бакау, Румыния              | Фьючерс    | Грунт        | Хосе Эрнандес-Фернандес | 3-6, 7-6(7-2), 7-5 |
| Победа    | 5-1              | Июнь 2014     | Алкмаар, Нидерланды         | Фьючерс    | Грунт        | Хорхе Агилар            | 6-1, 5-7, 6-2      |
| Победа    | 1-0              | Июнь 2015     | Кальтаничетта, Италия       | Челленджер | Грунт        | Бьорн Фратанджело       | 6-3, 6-2           |
| Победа    | 2-0              | Апрель 2016   | Барлетта, Италия            | Челленджер | Грунт        | Адам Павлашек           | 7-5, 6-4           |
| Победа    | 3-0              | Август 2017   | Корденон, Италия            | Челленджер | Грунт        | Роберто Карбальес Баэна | 6-2, 6-3           |
| Победа    | 4-0              | Ноябрь 2017   | Муллерон-ле-Каптиф, Франция | Челленджер | Хард (крыша) | Янник Маден             | 7-5, 6-4           |

### Парный разряд: 1 (0-1)
| Челленджеры (0-1) |
| Фьючерсы (0-0)    |

| Результат | Победа-Поражение | Дата      | Турнир             | Уровень    | Поверхность | Партнер      | Соперники                 | Результат                    |
| --------- | ---------------- | --------- | ------------------ | ---------- | ----------- | ------------ | ------------------------- | ---------------------------- |
| Поражение | 0-1              | июль 2014 | Тампере, Финляндия | Челленджер | Грунт       | Антон Зайцев | Рубен Гонзалес Шон Торнли | 7-6(7-5), 6-7(10-12), [8-10] |

| Турниры                      | 2013 | 2014 | 2015 | 2016 | 2017 | 2018  | Итог  | Поб-Пор |
| ---------------------------- | ---- | ---- | ---- | ---- | ---- | ----- | ----- | ------- |
| Большие Шлемы                |      |      |      |      |      |       |       |         |
| Открытый чемпионат Австралии | A    | A    | 1R   | Q1   | Q1   | 1R    | 0 / 2 | 0-2     |
| Roland Garros                | A    | A    | 1R   | Q2   | Q2   | 0 / 1 | 0-1   |         |
| Уимблдон                     | A    | A    | 1R   | A    | Q2   | 0 / 1 | 0-1   |         |
| US Open                      | A    | A    | 1R   | A    | A    | 0 / 1 | 0-1   |         |
| Победа-Поражение             | 0-0  | 0-0  | 0-4  | 0-0  | 0-0  | 0-1   | 0 / 5 | 0-5     |
| ATP World Tour Masters 1000  |      |      |      |      |      |       |       |         |
| Индиан-Уэллс                 | A    | A    | A    | A    | 1R   | 0 / 1 | 0-1   |         |
| Майами                       | A    | Q1   | Q2   | 1R   | Q1   | 0 / 1 | 0-1   |         |
| Монте-Карло                  | A    | A    | Q2   | A    | A    | 0 / 0 | 0-0   |         |
| Победа-Поражение             | 0-0  | 0-0  | 0-0  | 0-1  | 0-1  | 0-0   | 0 / 2 | 0-2     |
| Рейтинг на конец года        | 769  | 228  | 136  | 160  | 144  |       |       |         |